# Електровакуумний прилад

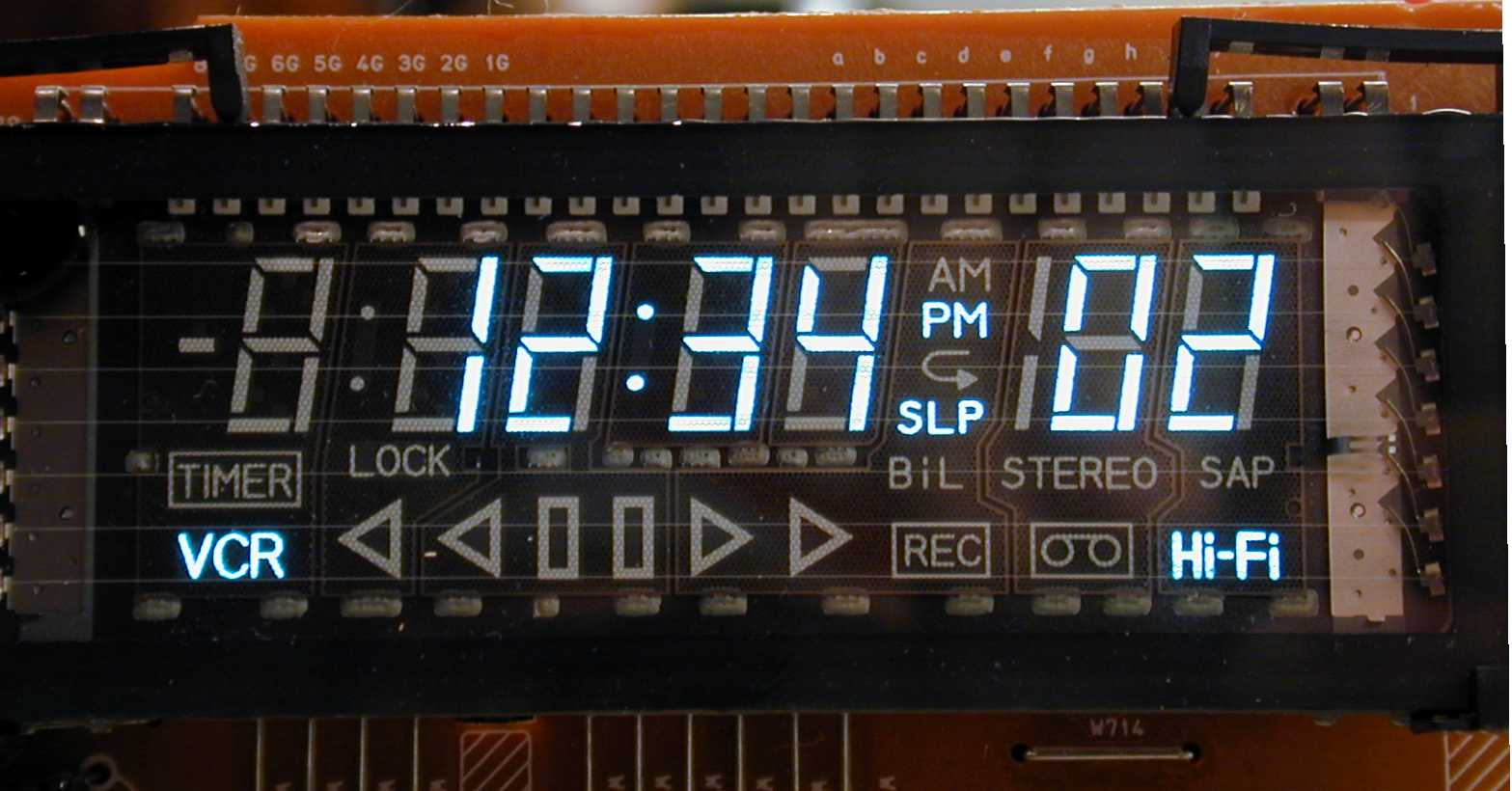
Електровакуумний катодно-люмінесцентний дисплей

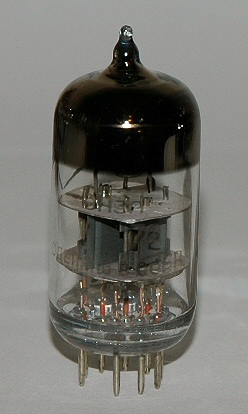
Електровакуумна лампа 6Н3П у скляному балоні

Електрова́куумний при́лад (ЕВП) — електронний прилад, у якому провідність здійснюється через електрони чи іони, що рухаються між електродами у вакуумі чи газі всередині газонепроникної оболонки. Такі оболонки мають назву балон або колба і виготовляються зазвичай зі скла або металу (іноді вживаються балони метало-скляного типу).
Для подачі електричних напруг і сигналів на електроди ЕВП з оболонки виводяться з'єднані з електродами штирі (частина яких зазвичай об'єднується в цокольний роз'єм), за допомогою яких ЕВП підключається до зовнішніх електричних кіл.
Залежно від принципу дії ЕВП поділяють на
- безрозрядні ЕВП — струм, в яких протікає тільки по провідниках, що знаходяться в робочому просторі ЕВП (освітлювальні лампи, баретери, вакуумні термоелементи та ін.);
- електронні прилади — струм, в яких виникає як результат направленого переміщення потоку електронів у вакуумі (електронні лампи, електронно-променеві трубки та ін.);
- газорозрядні прилади (тиратрони, газотрони та ін.)